# 川上英幸
川上 英幸（かわかみ ひでゆき、1967年12月16日  ‐）は、日本の脚本家。東京都出身。

## 経歴
1991年にテレビドラマ『ルージュの伝言』で脚本家としてデビュー。
『ウルトラマンネクサス』などを除いた平成ウルトラシリーズの多くで脚本家として活躍。時代物を好み、近年はNHK時代劇への参加も多く、時代小説も手がけている。

## 主な脚本作品
- ルージュの伝言（1991年）　第19回「DESTINY」
- 世にも奇妙な物語(1991年～1992年）　「シガレット・ボム」「被害者の顔」ほか多数
- La cuisine（1993年）　第7話「鯵のたたき」　第12話「親子丼」
- クラインの壺（1996年）
- ウルトラマンティガ（1996年）
- ウルトラマンダイナ（1997年）
- ウルトラマンガイア（1998年）
- ブースカ! ブースカ!!（1999年・チーフライター）
- ウルトラマンダイナ 帰ってきたハネジロー（2001年）
- ウルトラマンコスモス（2001年）
- マッスルヒート（2002年）脚本協力
- ウルトラマンコスモス2 THE BLUE PLANET（2002年）
- ウルトラマンコスモスVSウルトラマンジャスティス THE FINAL BATTLE（2003年）
- 義経（2005年）脚本協力、42話・45話は金子成人と共同で脚本を担当
- ウルトラマンマックス（2005年）
- ウルトラマンメビウス（2006年）
- オトコマエ!（2008年・チーフライター）
- 鞍馬天狗（2008年）
- オトコマエ!2（2009年・チーフライター）
- 新選組血風録（2011年）
- 酔いどれ小籐次（2013年・チーフライター）

## 小説
- ひとりよみ　おはなしわーるど　ウルトラマンティガ(1997年）
- 小説ウルトラマンティガ 白狐の森（2000年）
- 湯船の姉弟 湯船屋船頭辰之助（2010年）
- 丁半三番勝負 湯船屋船頭辰之助（2010年）